# コンフォーマル・フューエル・タンク

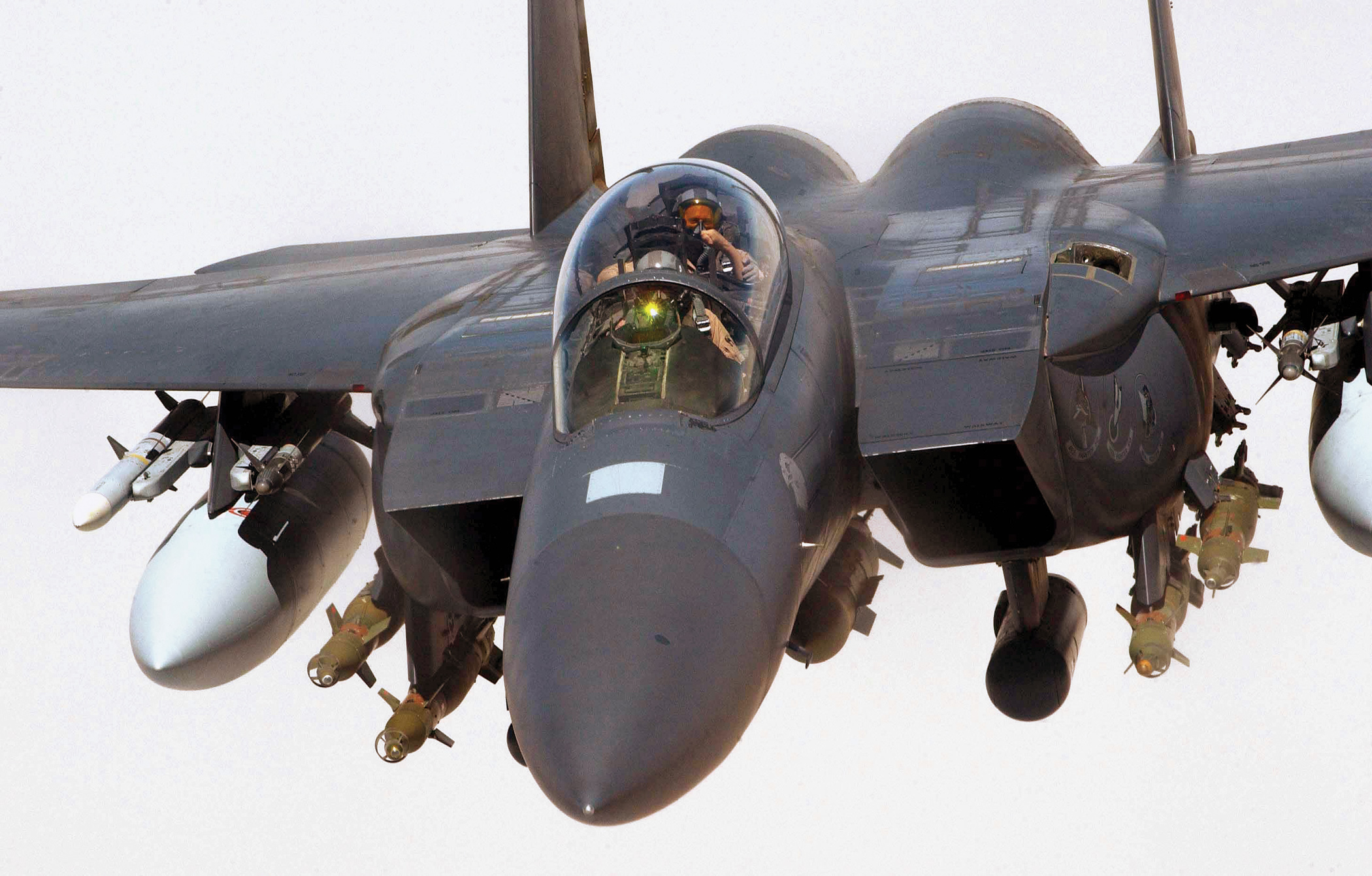
主翼付け根下にCFTを取り付けたF-15E

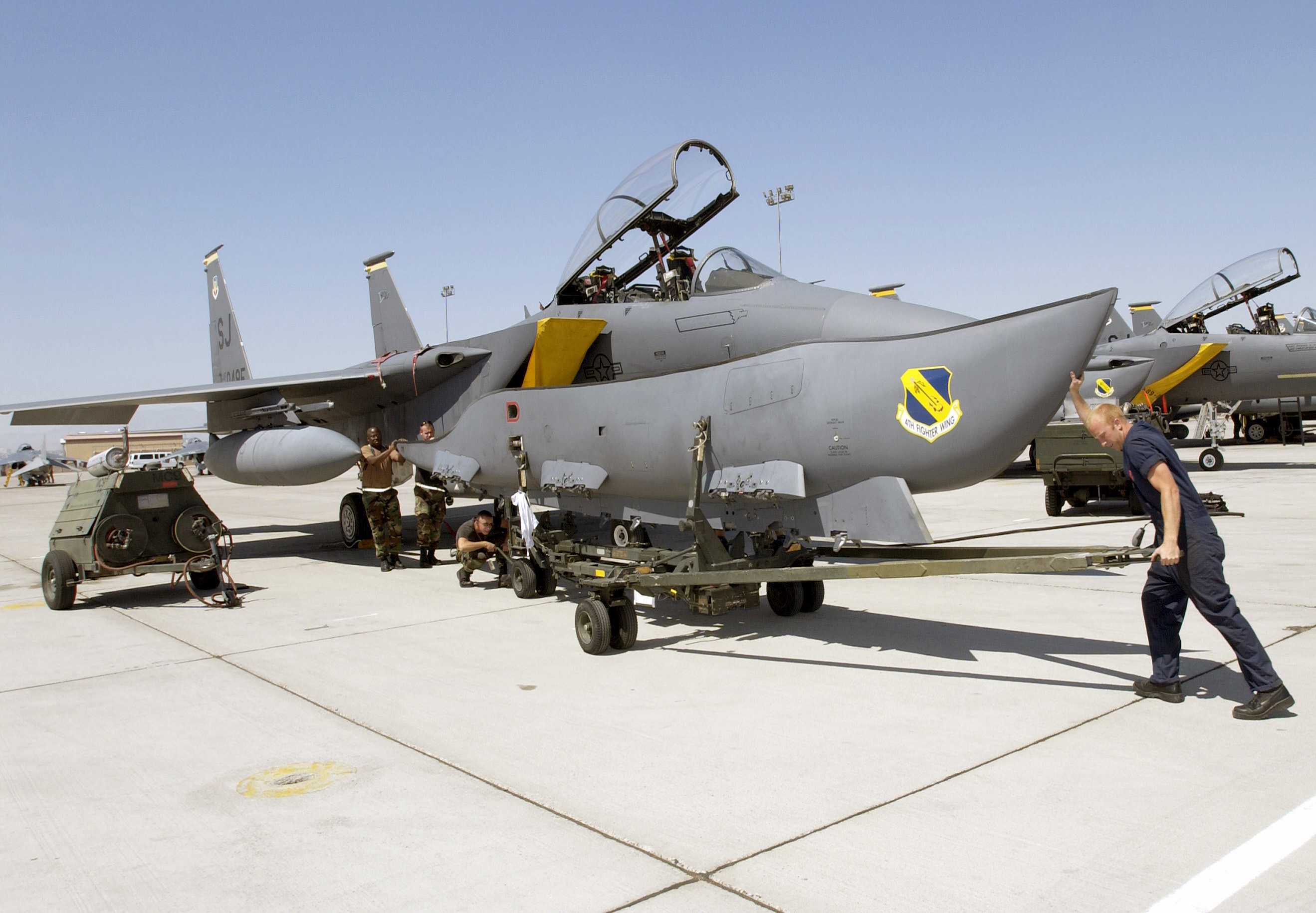
F-15EのCFTを扱うグラウンド・クルー

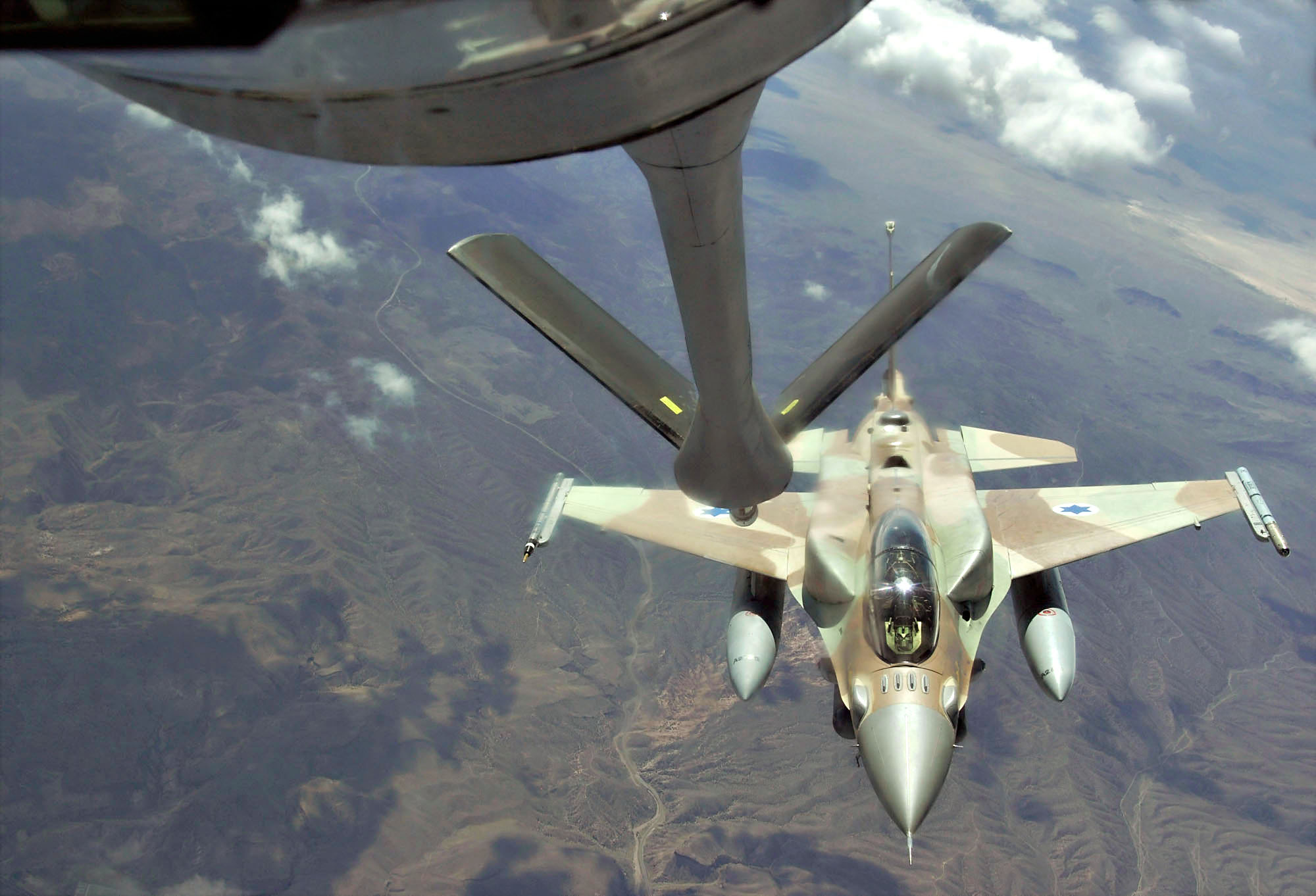
F-16D ブロック50/52アドバンスドを基に開発され、主翼付け根上部にCFTを取り付けたイスラエル空軍のF-16I

コンフォーマル・フューエル・タンク（Conformal fuel tanks, CFT, 密着型増槽）は、航空機の機体胴体部に沿って取り付けられる増槽。機体下部のハードポイントに取り付けられるドロップ・タンクと比較すると、空になったタンクを飛行中に取り外せないという欠点はあるものの、ハードポイントを武装に使用できる、空気抵抗とレーダー反射断面積が比較的小さいという利点がある。

## 対応機種
J-6
胴体下部に1,140L増加可能なタンクを装着。J-6導入国の1つであるパキスタンが開発。
F-4
スーパーファントム計画において、4,164Lの燃料を追加搭載できるCFTが提案されていた。
F-15/F-15E
F-15Cは、導入当初からCFTに対応している。F-15Bを用いて1974年にテストが行われた。燃料タンク以外にも航法と攻撃に用いる赤外線センサを組み込む予定だったため、当初はFASTパック（Fuel And Sensor Tactical）と呼称されていたが、 センサーについてはLANTIRNポッドが開発されることになった。タンクはそれぞれ849米ガロン (3,213.8 L)の燃料を搭載可能である。現在はイスラエル空軍のF-15C/DのみがCFTを利用している。アメリカ空軍のF-15Eとイスラエルやシンガポール空軍で使用されている輸出型のF-15Eは、機体の組み立て時からCFTが組み込まれており、CFTを外して飛行するには改造が必要である。ただし写真右のように駐機中であればとり外すことはできる。
F-16C/D ブロック50/52アドバンスド, F-16E/F ブロック60, F-16I
ギリシャ、イスラエル、トルコ、ポーランド、シンガポール、モロッコなどに輸出された上記のF-16は、それぞれ450米ガロン (1,703.4 L)の燃料を搭載できるCFTが付属している。
F/A-18E/F
発展型のアドバンスド・スーパーホーネットにおいて、片側1,500lb、合計3,000lbの燃料を搭載できるCFTが提案されている。
ラファール
2001年4月にそれぞれ1,150リットル (300 US gal)の燃料を搭載できるCFTがテストされた。
ユーロファイター タイフーン
BAEは、風洞においてそれぞれ1,500リットル (400 US gal)のCFTをテストしている。
F-CK-1
F-CK-1DとF-CK-1CのプロトタイプはCFTの積載をテストしていたが、量産型では装備されないこととなった。
J-10
風洞において試験が行われている。